# Pat Morita

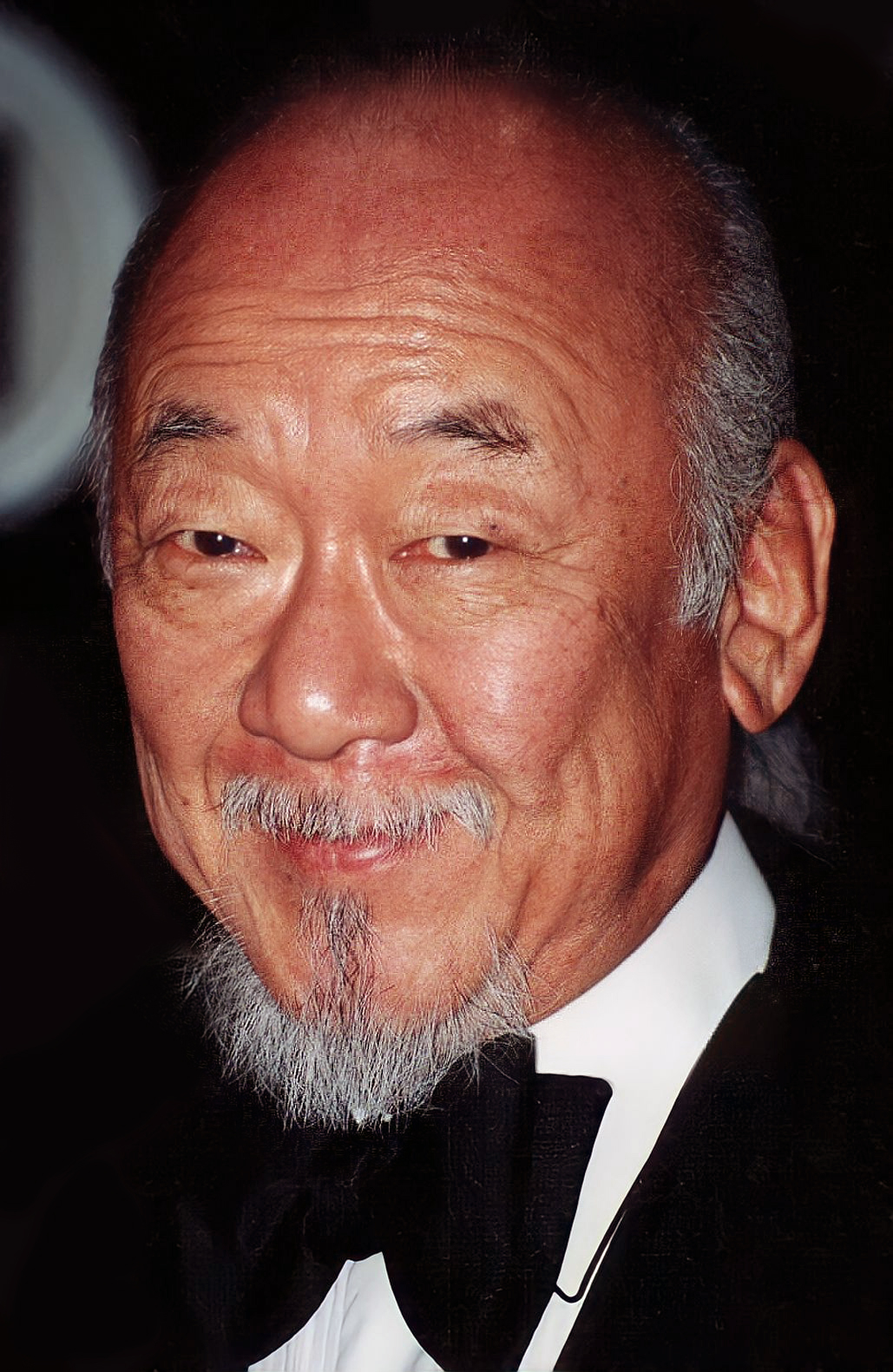
Pat Morita (2002)

Noriyuki „Pat“ Morita (* 28. Juni 1932 in Isleton; † 24. November 2005 in Las Vegas) war ein US-amerikanischer Komiker und Schauspieler japanischer Abstammung.
Eine von Moritas bekanntesten Rollen war die des „Mister Miyagi“ in der Spielfilmreihe Karate Kid, für die er 1985 in der Kategorie „Bester Nebendarsteller“ für einen Oscar nominiert wurde. Die Fernsehzuschauer kennen ihn vor allem als Hauptdarsteller und Mitproduzent der Krimi-Reihe Ohara. Morita hatte auch einige Auftritte in der Serie M*A*S*H als südkoreanischer Arzt im Rang eines Captains der Reserve.

## Leben und Karriere
Pat Morita wurde am 28. Juni 1932 in Isleton (USA) als Sohn japanischer Einwanderer geboren. Im Alter von zwei Jahren erkrankte er an Tuberkulose, weswegen er die nächsten neun Jahre seines Lebens größtenteils in verschiedenen Krankenhäusern in Nordkalifornien und San Francisco verbrachte. Eine Zeit lang musste er einen Ganzkörpergips tragen, und man ging davon aus, dass er nie wieder laufen können würde.
Während der Zeit in einem der Krankenhäuser traf er den katholischen irischen Priester Pater Cornelius O’Connor, der oft mit ihm scherzte und sagte, wenn Morita zum Christentum konvertierte, er dessen Namen darauf in „Patrick Aloysius Ignatius Xavier Noriyuki Morita“ ändern würde. Aus diesem Scherz heraus gab er Morita den Spitznamen „Pat“, der später zu dessen Künstlername wurde. O’Connor brachte ihm auch ein wenig Latein bei, damit Morita während Messen des Paters Gebete mitsprechen konnte.
Im Anschluss an seine Entlassung aus dem Krankenhaus wurde Morita bei seiner Familie im Manzanar-Lager interniert, wo während des Zweiten Weltkriegs mehr als 120.000 Japanisch-Stämmige festgehalten wurden. Morita sagte über diese Zeit später, er habe „die ersten vier Tage aus Sehnsucht nach den Krankenschwestern und Ärzten nur geweint“. Morita gab später an, die Internierungsjahre hätten ihn innerlich gestärkt und wachsen lassen. Gesten der Wiedergutmachung und des Bedauerns, die den Internierten gegenüber von Seiten der USA gemacht wurden, seien „willkommen […], wenn auch verspätet“.
Nach Kriegsende betrieb seine Familie „Ariake Chop Suey“, ein chinesisches Restaurant in Sacramento. Dieses Unterfangen wurde von Morita später scherzhaft beschrieben als „eine japanische Familie, die ein chinesisches Restaurant in einem schwarzen Viertel betreibt, mit einer Kundschaft aus Schwarzen, Filipinos und allen anderen, die in keines der anderen Viertel passten“. Während seiner Jugendzeit unterhielt er die Gäste im Restaurant und war Moderator bei Gruppen- und Geschäftsessen.
Nachdem Moritas Vater bei einem Unfall getötet worden war, betrieben Morita und seine Mutter das Restaurant für ca. vier Jahre weiter, bis Morita, nun Ehemann und Vater, ein sicheres Einkommen benötigte. Er wurde Datenbeauftragter bei der lokalen Kraftfahrzeug- und anderen Behörden. Nach mehreren Jobwechseln wurde er sehr schnell Abteilungsleiter in einem Luft- und Raumfahrtfahrtunternehmen. Dort kümmerte er sich um die Verbindung zwischen den Ingenieuren und den Programmierern, die die elliptischen Umlaufbahnen für die Projekte der Polaris- und Titan-Raketen entwarfen.
Trotz einer aussichtsreichen Karriere und guter Bezahlung fragte sich Morita immer mehr, wo seine wahre Leidenschaft lag: „Die einzige Antwort, wenn ich mutig genug war, ihr ins Gesicht zu sehen, war das Showgeschäft. Verrückt. Ich konnte nicht singen, nicht tanzen; alles, was ich konnte, war reden. Ich hatte einen guten Job, mit einem Monatsgehalt jedes Jahr als Bonus. Sehr verrückt; dumm, falsch. Aber mit der großartigen Unterstützung meiner Familie (auch wenn es letztendlich die Familie zerstörte) habe ich meinen Job gekündigt“.
Anfangs bekam er, wie er es nennt, „demütigende Auftritte“ in kleinen Clubs in Sacramento und San Francisco. Nach zwei Jahren wurde ihm klar, dass es ihn monatlich 35 Dollar mehr kostete, zu den Auftritten zu gelangen, als er verdiente. Morita hatte sich einen Fünfjahresplan gegeben und sagte dazu: „Die Ed Sullivan Show in fünf Jahren oder kein Showgeschäft mehr. Es waren vier Jahre, und es war Hollywood Palace, aber ich dachte mir, das ist nah genug“. Innerhalb kürzester Zeit hatte er genug Auftritte vor feindseligen Zuschauern, um das zu entwickeln, was er „das Herz des Komikers“ nannte, eine „Kombination aus totaler Paranoia und absoluter Furchtlosigkeit“.
Schließlich bewegte er sich in Richtung anspruchsvollerer Arbeit mit dem ausgezeichneten Fernsehfilm Rückkehr nach Manzanar, für den er zum Ort des Lagers zurückkehrte, in dem er während des Zweiten Weltkriegs zwei Jahre verbracht hatte. Dies ebnete ihm den Weg zu großen Filmprojekten und machte ihn zu einem ernstgenommenen Schauspieler und Künstler.
Morita erlangte in den 1980er Jahren besondere Bekanntheit durch seine Arbeit als Keisuke („Mr.)“ Miyagi in den Karate-Kid-Filmen. Ursprünglich war die bevorzugte Wahl Toshiro Mifune, der in den Filmen von Akira Kurosawa wie Rashomon (1950), Die sieben Samurai (1954) und Die verborgene Festung (1958) aufgetreten war, aber der Schauspieler sprach kein Englisch. Morita bewarb sich später um die Rolle, wurde jedoch aufgrund seiner engen Verbindung zum Stand-up-Comedy und der Figur Arnold aus Happy Days zunächst abgelehnt. Produzent Jerry Weintraub war insbesondere gegen Morita, da er ihn als komischen Schauspieler sah. Morita absolvierte schließlich fünf Tests, bevor Weintraub ihm persönlich die Rolle anbot, letztendlich gewann er sie, weil er sich einen Bart wachsen ließ und seinen Akzent nach seinem Onkel modellierte. Später wurde er für seine Rolle als Keisuke Miyagi in dem Film Karate Kid 1985 für den Oscar als Bester Nebendarsteller nominiert.
Es folgten zahlreiche Auftritte in Hollywood-Filmen, darunter Karate Kid II, Karate Kid III und Karate Kid IV (an der Seite von Hilary Swank) und eine erfolgreiche Karriere in zahlreichen Filmen und Serien. Für seine Rolle in der Serie Amos, bei der er an der Seite von Kirk Douglas spielte, erhielt er eine Primetime-Emmy-Nominierung sowie seine zweite Golden-Globe-Nominierung.
Pat Morita starb am 24. November 2005 mit 73 Jahren in seinem Haus in Las Vegas an Nierenversagen. Er hinterließ seine Frau nach 15 Jahren Ehe, drei Kinder aus früheren Ehen, vier Geschwister und seine damals 92 Jahre alte Mutter, die 2009 starb. Morita wurde im Palm Green Valley Mortuary and Cemetery in Las Vegas eingeäschert.
„Wenn du nicht jeden zum Lachen bringen kannst, machst du etwas falsch. Humor ist für jeden da.“

## Sonstiges
- Für seine Rolle als Keisuke Miyagi in dem Film Karate Kid wurde er 1985 für den Oscar als Bester Nebendarsteller nominiert. Des Weiteren erhielt er eine Nominierung für den Golden Globe Award.
- Der Name der Figur Mr. Miyagi im Film Karate Kid stammt laut Drehbuchautor Robert Mark Kamen vom Begründer des Gōjū-Ryū-Karate, Miyagi Chōjun.[6]
- In der Serie Der Prinz von Bel-Air trat Morita in der Folge Die Ehre des Mannes (Staffel 5) als Kampfsporttrainer auf.
- In der Serie Eine schrecklich nette Familie spielte er in der Folge Ein Dodge für Japan (Staffel 10) den japanischen Geschäftsmann Mr. Shimokawa, der, weil er amerikanischen Schrott sammelt, unter allen Umständen Al Bundys Dodge kaufen will.
- In der Serie Alle unter einem Dach spielte er in der Folge Kochen wie in Japan (Staffel 9) den japanischen Restaurantbesitzer Mr. Tanaka, der Steve Urkel die Kunst des Kochens lehrt.
- Morita wurde eine Folge der Fernsehserie SpongeBob Schwammkopf gewidmet, die den Titel Der König des Karate trägt (2006). In dieser sprach er kurz vor seinem Tod die Gastfigur Meister Udon in der Original-Fassung und schrieb als Autor die Folge geschrieben. Der Kampf in der Pagode selbst ist eine Hommage an den unvollendeten Film Bruce Lee – Mein letzter Kampf.
- Im Musikvideo Movies (2001) der Rockband Alien Ant Farm hat Morita einen Gastauftritt in einer Szene, die an den Film Karate Kid angelehnt ist.
- Die letzte Arbeit vor seinem Tod war eine Synchronrolle; er sprach den chinesischen Kaiser in der englischen Fassung des Videospiels Kingdom Hearts II.
- In der Serie Cobra Kai (2018 bis 2025) werden immer wieder Rückblenden aus teils zuvor noch unveröffentlichtem Material der Karate-Kid-Filme eingewoben, in denen der alte Lehrmeister seinem Schüler Ratschläge gibt. Die Episode Gegengewicht (englisch Counterbalance, Staffel 1, Folge 5) wurde ihm gewidmet.[7][8] Des Weiteren starb Mr. Miyagi in Cobra Kai wesentlich später, nämlich 2011, da er sonst Samantha LaRusso (* 2001) – Daniels Tochter – nicht mehr hätte richtig kennenlernen können, deren Erinnerungen an ihn insbesondere für ihre Charakterentwicklung wichtig sind. In der Episode Gegengewicht (01×05) werden auch Mr. Miyagis genaue Lebensdaten bekannt. Der Grabsteininschrift zufolge – sie ist zu lesen, als Daniel LaRusso am Grab seines einstigen Lehrmeisters steht – wurde „Mr. Miyagi“ alias Keisuke Miyagi alias Nariyoshi Miyagi (japanisch 宮城成義 Miyagi Nariyoshi)[9] am 9. Juni 1925 geboren und starb am 15. November 2011 im Alter von 86 Jahren.[10]

## Filmografie (Auswahl)
- 1967: Modern Millie – Reicher Mann gesucht (Thoroughly Modern Millie)
- 1968: The Shakiest Gun in the West
- 1972: Ein Gauner kommt selten allein (Every Little Crook and Nanny)
- 1972: Wo tut’s weh? (Where Does It Hurt?)
- 1972: Columbo: Etüde in Schwarz (Étude in Black) (Fernsehreihe)
- 1972: Die Ferien des Mr. Bartlett (Cancel My Reservation)
- 1973: Brocks letzter Fall (Brock’s Last Case)
- 1974: M*A*S*H (Fernsehserie, Staffel 2 Folgen 13 und 19)
- 1975: I Wonder Who’s Killing Her Now / Kill My Wife Please
- 1976: Schlacht um Midway (Midway)
- 1978: Der unglaubliche Hulk (The Incredible Hulk) (Fernsehserie, eine Folge)
- 1978: The Love Boat (Fernsehserie, 2 Folgen, Staffel 1 Folge 12, Folge 24 [Folge 25 im Original])
- 1980: Der Tag, an dem die Welt unterging (When Time Ran Out…)
- 1981: Ein Werwolf beißt sich durch (Full Moon High)
- 1981: Magnum P.I. (Fernsehserie, Staffel 2 Folge 17 One More Summer)
- 1982: Und Savannah lächelt (Savannah Smiles)
- 1982: Slapstick (Slapstick (Of Another Kind))
- 1984: Karate Kid (The Karate Kid)
- 1984: Night Patrol
- 1985: Alice im Wunderland (Alice in Wonderland)
- 1986: Karate Kid II – Entscheidung in Okinawa (The Karate Kid, Part II)
- 1986: Abenteuer im Spielzeugland (Babes in Toyland)
- 1987: Gefangene Herzen (Captive Hearts)
- 1987–1988: Ohara (Fernsehserie, 29 Folgen)
- 1989: Karate Kid III – Die letzte Entscheidung (The Karate Kid, Part III)
- 1989: Detroit City – Ein irrer Job (Collision Course)
- 1990–1993: Zwei Supertypen in Miami (Folge 10 Der Schatten des Ninja)
- 1990: Brennende Erde (Hiroshima: Out of the Ashes)
- 1991: Heiße Girls auf heißen Reifen (Do or Die)
- 1992: … aber nicht mit meiner Braut – Honeymoon in Vegas (Honeymoon in Vegas)
- 1992: Miracle Beach
- 1993: Space Rangers (Fernsehserie, eine Folge)
- 1993: Even Cowgirls Get the Blues
- 1993: American Fighter 5 (American Ninja 5)
- 1994: Karate Kid IV – Die nächste Generation (The Next Karate Kid)
- 1994: Der Prinz von Bel-Air (Fernsehserie, 1 Folge)
- 1995: Fatal Destination – Absturz in die Hölle (Captured Alive)
- 1995: Timemaster – Aus der Zukunft zurück (Timemaster)
- 1996: Mord ist ihr Hobby (Murder, She Wrote, Folge 12x12: Kendo Killing)
- 1996: Im Auftrag des Planeten Nerva (Earth Minus Zero)
- 1996: Eine schrecklich nette Familie (Married… with Children, Fernsehserie, eine Folge)
- 1996: Bloodsport 2
- 1996: Agent 00 – Mit der Lizenz zum Totlachen (Spy Hard)
- 1997: Bloodsport 3
- 1998: Diagnose: Mord (Diagnosis Murder, Fernsehserie, Folge Tödlicher Service)
- 1998: Outer Limits – Die unbekannte Dimension (The Outer Limits, Folge 4x5 – In the Zone)
- 1998: Killer Kobra (King Cobra)
- 1998: Alle unter einem Dach (Family Matters, Fernsehserie, eine Folge)
- 1999: I’ll Remember April
- 1999: Zwei Supertrottel auf Hawaii (Gone to Maui, Fernsehfilm)
- 1999: Inferno
- 2001: Macht der Begierde (The Center of the World)
- 2001: Shadow of the Dragon (Shadow Fury)
- 2002: The Biggest Fan
- 2003: Die Zehn Regeln der Liebe (Two Can Play That Game)
- 2003: Cats and Mice
- 2003: Minky: Der Affenspion in geheimer Mission (SPYMATE)
- 2004: Silly Movie 2.0 (Miss Cast Away)
- 2004: Elvis Has Left the Building
- 2005: Genghis Khan
- 2005: Karate Dog
- 2005: 18 Fingers of Death
- 2006: Projekt: Spymate – Geheimwaffe im Einsatz (Spymate)
- 2006: Spongebob Schwammkopf (SpongeBob SquarePants, Fernsehserie, Folge Der König des Karate, Stimme)
- 2006: Only the Brave
- 2009: Ninja – im Zeichen des Drachen (Royal Kill)
- 2018–2025: Cobra Kai (Netflix-Serie), unter Verwendung von Archivmaterial aus der Karate-Kid-Reihe

## Dokumentarfilme
- The Real Miyagi. Drehbuch und Regie: Kayvon Derak Shanian („Kevin Derek“). USA, 2015.[11]
- More Than Miyagi: The Pat Morita Story. 89 Min. Drehbuch und Regie: Kayvon Derak Shanian („Kevin Derek“). USA, 2021.[12]